# Bohuniwka (obwód wołyński)
Bohuniwka (ukr. Богунівка; do 1946 roku Rejmontowicze) – wieś na Ukrainie w rejonie łuckim obwodu wołyńskiego.
Do 2020 w rejonie horochowskim. 